# Calendário eslavo
Mesmo que as línguas eslavas usem oficialmente nomes derivados do latim para os meses do ano no calendário gregoriano, há também um conjunto de nomes mais antigos para os doze meses que diferem dos nomes latinos dos meses, pois são de origem eslava. Em algumas línguas, como a língua sérvia, esses nomes tradicionais foram desde então arcaizados e, portanto, raramente são usados.
Os nomes originais dos meses do ano nas línguas eslavas seguem de perto as ocorrências naturais, como os padrões e condições climáticas comuns naquele período, bem como as atividades agrícolas.
Muitos meses têm vários nomes alternativos em diferentes regiões; inversamente, um único "nome eslavo" pode corresponder a diferentes "nomes romanos" (para meses diferentes, geralmente um após o outro) em idiomas diferentes.

## Tabela de comparação
Os nomes eslavos dos meses foram preservados por vários povos eslavos em vários idiomas. Os nomes convencionais dos meses em algumas dessas línguas são misturados, incluindo nomes que mostram a influência do antigos Calendário germânico (particularmente esloveno, sérvio e polábio) ou nomes que são emprestados do calendário gregoriano (particularmente polonês e cassubiano), mas mesmo assim foram incluídos aqui.
Na língua lituana, são preservados os nomes bálticos dos meses, que coincidem parcialmente com os eslavos, o que sugere que alguns desses nomes podem remontar à época da unidade linguística das balto-eslavas. Os nomes lituanos também são mostrados nesta tabela para comparação.
| Linguagem                  | Janeiro             | Fevereiro     | Março               | Abril               | Março             | Junho            | Julho                | Agosto          | Setembro            | Outubro               | Novembro          | Dezembro          |
| -------------------------- | ------------------- | ------------- | ------------------- | ------------------- | ----------------- | ---------------- | -------------------- | --------------- | ------------------- | --------------------- | ----------------- | ----------------- |
| Bielorrusso                | студзень studzen′   | люты ljuty    | сакавік sakavik     | красавік krasavik   | травень traven′   | чэрвень čèrven′  | ліпень lipen′        | жнівень žniven′ | верасень verasen′   | кастрычнік kastryčnik | лістапад listapad | снежань snežan′   |
| Ucraniano\|Ukrainian       | січень sičen′       | лютий ljutyj  | березень berezen′   | квітень kviten′     | травень traven′   | червень červen′  | липень lypen′        | серпень serpen′ | вересень veresen′   | жовтень žovten′       | листопад lystopad | грудень hruden′   |
| Russino                    | січень sičen′       | лютый ljutyj  | березень berezen′   | цвітень cviten′     | травень traven′   | червень červen′  | липень lypen′        | серпень serpen′ | вересень veresen′   | жолтень žolten′       | листопад lystopad | грудень hruden′   |
| Russo (arcaico)            | сечень sečenʹ       | лютый ljutyj  | березозол berezozol | цветень cvetenʹ     | травень traven′   | червень červen′  | липец lipec          | серпень serpen′ | вересень veresen′   | листопад listopad     | грудень grudenʹ   | студень studenʹ   |
| Antigo eslavo eclesiástico | просиньць prosinĭcĭ | сѣчьнъ sěčĭnŭ | соухъ suhŭ          | брѣзьнъ brězĭnŭ     | трѣвьнъ trěvĭnŭ   | изокъ izokŭ      | чръвлѥнꙑи črŭvljenyi | заревъ zarevŭ   | роуинъ ruinŭ        | листопадъ listopadŭ   | гроудьнъ grudĭnŭ  | стоуденъ studenŭ  |
| Búlgara (arcaico)          | сечен sečen         | люти ljuti    | сухи suhi           | брезен brezen       | тревен treven     | изок izok        | червен červen        | зарев zarev     | руен ruen           | листопад listopad     | груден gruden     | просинец prosinec |
| Macedônio (arcaico)        | коложег koložeg     | сечко sečko   | цутар cutar         | тревен treven       | косар kosar       | жетвар žetvar    | златец zlatec        | житар žitar     | гроздобер grozdober | листопад listopad     | студен studen     | снежник snežnik   |
| Sérvio (arcaico)           | коложег koložeg     | сечко sečko   | дерикожа derikoža   | лажитрава lažitrava | цветањ cvetanj    | трешњар trešnjar | жетвар žetvar        | гумник gumnik   | гроздобер grozdober | листопад listopad     | студен studen     | коледар koledar   |
| Croata                     | siječanj            | veljača       | ožujak              | travanj             | svibanj           | lipanj           | srpanj               | kolovoz         | rujan               | listopad              | studeni           | prosinac          |
| Eslovêno (arcaica)         | prosinec            | svečan        | sušec               | mali traven         | veliki traven     | rožnik           | mali srpan           | veliki srpan    | kimavec             | vinotok               | listopad          | gruden            |
| Eslovaco (arcaico)         | veľký sečeň         | malý sečeň    | brezen              | duben               | kveten            | lipen            | červenec             | klasen          | malý rujen          | veľký rujen           | listopad          | prosinec          |
| Tcheco                     | leden               | únor          | březen              | duben               | květen            | červen           | červenec             | srpen           | září                | říjen                 | listopad          | prosinec          |
| Polonês                    | styczeń             | luty          | marzec*             | kwiecień            | maj*              | czerwiec         | lipiec               | sierpień        | wrzesień            | październik           | listopad          | grudzień          |
| Polonês                    | styczeń             | luty          | brzezień (arcaico)  | kwiecień            | trawień (arcaico) | czerwiec         | lipiec               | sierpień        | wrzesień            | październik           | listopad          | grudzień          |
| Polonês                    | styczeń             | luty          | brzezień (arcaico)  | łżykwiat (arcaico)  | trawień (arcaico) | czerwiec         | lipiec               | sierpień        | wrzesień            | październik           | listopad          | grudzień          |
| Cassúbio                   | stëcznik            | gromicznik    | strëmiannik         | łżëkwiat            | môj*              | czerwińc         | lëpińc               | zélnik          | séwnik              | rujan                 | lëstopadnik       | gòdnik            |
| Cassúbio                   | stëcznik            | luti          | strëmiannik         | kwiecéń             | gòran             | czerwińc         | miodownik            | serzpiéń        | wrzeseń             | pazdzérznik           | lëstopadnik       | grëdzéń           |
| Baixo sorábio (arcaico)    | wezymski            | swěckowny     | pózymski            | jatšownik           | rozhelony         | smažki           | žnjojski             | jacmjeński      | požnjenc            | winski                | młośny            | zymski            |
| Alto sorábio (arcaico)     | wulki róžk          | mały róžk     | nalětnik            | jutrownik           | róžownik          | smažki           | pražnik              | žnjenc          | požnjenc            | winowc                | nazymnik          | hodownik          |
| Polábio (extinto)          | ledemån             | rüzac         | zürmån              | chåidemån           | laisemån          | pąťustemån       | zeminik              | haimån          | jisinmån            | vaińamån              | zaimamån          | trübnemån         |
| Lituano (não eslava)       | sausis              | vasaris       | kovas               | balandis            | gegužė            | birželis         | liepa                | rugpjūtis       | rugsėjis            | spalis                | lapkritis         | gruodis           |

## Meses Croatas
Os meses croatas usados com o calendário gregoriano por croatas diferem dos nomes dos meses originais em latim:
| No. | Latino     | Português | Croata   | Significado |
| --- | ---------- | --------- | -------- | --- |
| 1   | Ianuarius  | Janeiro   | siječanj | de cortar ou talhar madeira but there are also dialectal terms 'svečan, svičen, sičan' that have a meaning 'festive', so there is a possibility of a meaning 'festive month' (as there are several holidays celebrated in January) |
| 2   | Februarius | Fevereiro | veljača  | mês em que os dias ficam mais longos, oveljiti se = ficar maior; or to wallow, to roll valjati, to indicate unstable weather |
| 3   | Martius    | Março     | ožujak   | mês mentiroso (laž>ož; laž = mentira), porque o tempo muda frequentemente |
| 4   | Aprilis    | Abril     | travanj  | do cultivo de grama, trava |
| 5   | Maio       | Maio      | svibanj  | da brotação árvore Cornel svib |
| 6   | Iunius     | Junho     | lipanj   | de tília, lipa |
| 7   | Iulius     | Julho     | srpanj   | de colher com foice, srp |
| 8   | Augustus   | Agosto    | kolovoz  | de dirigir uma carroça (para colheita) — roda kolo + drive voz |
| 9   | September  | Setembro  | rujan    | de um verbo arcaico para cervo rugindo or from a poetic word for blushing, rosy |
| 10  | October    | Outubro   | listopad | da queda de folhas - folha list + queda padati |
| 11  | November   | November  | studeni  | do frio,studen |
| 12  | December   | Dezembro  | prosinac | o começo do brilho do Sol, ao amanhecer sinuti; ou de sinji, cor azul acinzentada |

## Meses Tchecos
Os nomes dos meses tchecos não são, como em polonês, croata, ucraniano e bielorrusso, baseados nos latinos usados na maioria das línguas europeias.
O sufixo -en é adicionado à maioria dos nomes dos meses.
| No. | Latino     | Inglês    | Tcheco   | Significado |
| --- | ---------- | --------- | -------- | --- |
| 1.  | Ianuarius  | Janeiro   | leden    | De led, "gelo". |
| 2.  | Februarius | Fevereiro | únor     | Provavelmente da raiz da palavra -nor- , forma infinitiva nořit (se) , "mergulhar, agitar", como o gelo se agita sob a superfície do lago. |
| 3.  | Martius    | Março     | březen   | Seja de bříza, "bétula", ou de březí, "prenhe, com filhotes", já que os animais da floresta, principalmente lebres e coelhos, estão prenhes nessa época |
| 4.  | Abrilis    | Abril     | duben    | Derivado de dub, "carvalho". |
| 5.  | Maius      | Maio      | květen   | De květ, "flor". Originalmente máj, "maio". A palavra květen apareceu pela primeira vez na tradução de Josef Jungmann para o livro Atala de 1805 de François-René de Chateaubriand como um poetismo e tradução para Francês lune de fleurs (mês das flores), mas rapidamente ganhou aceitação. Jungmann provavelmente também foi influenciado pela palavra polonesa kwiecień ("abril"). |
| 6.  | Iunius     | Junho     | červen   | Seja de červený, "vermelho", ou de červ, "verme", ambos relacionados a frutas. |
| 7.  | Iulius     | Julho     | červenec | O mesmo que červen com um sufixo diminuto ec, lit. "cerven pequeno". |
| 8.  | Augustus   | Agosto    | srpen    | De srp, "foice" - usada para colheita. |
| 9.  | September  | Setembro  | září     | Do tcheco antigo zářij, de za říje. (Veja říjen.) A etimologia popular deriva de zářit, "brilhar, irradiar". |
| 10. | October    | Outubro   | říjen    | De říje, "cio", o momento em que os machos - principalmente veados - querem acasalar. |
| 11. | November   | November  | listopad | Literalmente "queda de folhas". |
| 12. | December   | Dezembro  | prosinec | Seja de prosit, "orar, implorar, pedir, implorar", possivelmente relacionado aos feriados desta época, ou de prosinalý, "pálido", de siný, azul profundo , porque o céu geralmente está pálido nesse período. |

## Meses eslovenos
Muitos dos nomes no conjunto padronizado de nomes arcaicos de meses eslovenos ocorrem pela primeira vez no manuscrito Škofja Loka, escrito em 1466 por Martin de Loka]].
| No. | Latino     | Português | Esloveno  | Esloveno (arcaico) | Significado                                                                 |
| --- | ---------- | --------- | --------- | ------------------ | --------------------------------------------------------------------------- |
| 1.  | Ianuarius  | Janeiro   | januar    | prosinec           | '(sol) iluminando';                                                         |
| 2.  | Februarius | Fevereiro | februar   | svečan             | talvez 'seco' ou 'cortado' (influenciado por svečnica 'Candelabro');        |
| 3.  | Martius    | Março     | marec     | sušec              | '(terra) seca (suficiente para cultivo)';                                   |
| 4.  | Aprilis    | Abril     | april     | mali traven        | 'grama pequena';                                                            |
| 5.  | Maius      | Maio      | maj       | veliki traven      | 'lgrama grande';                                                            |
| 6.  | Iunius     | Junho     | junij     | rožnik             | 'flores' (uma tradução do alemão Rosenmonat mês das rosas)                  |
| 7.  | Iulius     | Julho     | julij     | mali srpan         | 'foice pequena' (ou seja, colher);                                          |
| 8.  | Augustus   | Agosto    | avgust    | veliki srpan       | 'foice grande' (ou seja, colher);                                           |
| 9.  | September  | Setembro  | september | kimavec            | 'acenando com a cabeça (fruta)';                                            |
| 10. | October    | Outubro   | oktober   | vinotok            | 'vinho fluindo' (uma tradução do alemão [[primeiros calendários Weinmonat); |
| 11. | November   | Novembro  | november  | listopad           | 'folhas caindo';                                                            |
| 12. | December   | Dezembro  | december  | gruden             | ' morder (frio)' or 'clumped (earth)';                                      |

## Meses macedônios
A língua macedônia tem dois conjuntos de nomes dos meses do calendário gregoriano. O conjunto de nomes mais comumente usado é derivado dos nomes dos meses latinos e estes são usados pela grande maioria da população macedônia]]. No entanto, há também um conjunto de nomes mais antigos para os doze meses de origem eslava que diferem dos nomes latinos dos meses, embora seu uso seja arcaizado e amplamente restrito à literatura popular e calendários religiosos emitidos pela Igreja Ortodoxa Macedônia.
A origem dos nomes dos meses macedônios está intimamente relacionada às atividades agrícolas que ocorrem no período correspondente, ou às condições climáticas comuns para esse período. Alguns meses têm nomes alternativos em diferentes regiões. O uso de nomes modernos de meses em latim entre os macedônios começou no final do século 19]], como resultado da educação em massa.
| No. | Latino     | Português | Macedônio Cirílico | Macedônio Latino | Macedônio antigo | Transliteração | Significado                                        |
| --- | ---------- | --------- | ------------------ | ---------------- | ---------------- | -------------- | -------------------------------------------------- |
| 1.  | Ianuarius  | Janeiro   | Јануари            | Januari          | Коложег          | Koložeg        | 'Mês de troncos de árvores queimados               |
| 2.  | Februarius | Fevereiro | Февруари           | Fevruari         | Сечко            | Sečko          | Mês do gelo                                        |
| 3.  | Martius    | Março     | Март               | Mart             | Цутар            | Cutar          | Mês de florescer                                   |
| 4.  | Aprilis    | Abril     | Април              | Abril            | Тревен           | Treven         | Mês da relvas                                      |
| 5.  | Maius      | Maio      | Мај                | Maj              | Косар            | Kosar          | Época de florescimento de gramíneas e arbustos     |
| 6.  | Iunius     | Junho     | Јуни               | Juni             | Жетвар           | Žetvar         | 'Época de maturação da primeira colheita de frutos |
| 7.  | Iulius     | Julho     | Јули               | Juli             | Златец           | Zlatec         | Mês dourado                                        |
| 8.  | Augustus   | Agosto    | Август             | Avgust           | Житар            | Žitar          | Mês do trigot                                      |
| 9.  | September  | Setembro  | Септември          | Septemvri        | Гроздобер        | Grozdober      | 'Mês da colheita das uvas                          |
| 10. | October    | Outubro   | Октомври           | Oktomvri         | Листопад         | Listopad       | Mês das folhas caindo                              |
| 11. | November   | Novembro  | Ноември            | Noemvri          | Студен           | Studen         | Mês do frio                                        |
| 12. | December   | Dezembro  | Декември           | Dekemvri         | Снежник          | Snežnik        | Mês da neve                                        |